# Rockfeller
Rockfeller è un personaggio immaginario usato come pupazzo animato raffigurante un corvo antropomorfo in frac manovrato dal ventriloquo José Luis Moreno; fu particolarmente famoso negli anni ottanta quando apparve in molte trasmissioni televisive italiane e fu oggetto di un vasto merchandising. Vennero pubblicati anche dischi musicali a suo nome.

## Caratterizzazione del personaggio
Il personaggio è raffigurato come un corvo antropomorfo in frac il cui nome è lo stesso di una nota famiglia statunitense di finanzieri.
Nelle sue prime apparizioni televisive, il corvo Rockfeller (o Rockefeller in Spagna) mostrava un enorme farfallino bianco al collo, l'interno del becco rosa e il cappello a cilindro non aveva il nastrino bianco intorno. Più avanti aggiungerà il nastrino bianco attorno al cilindro, toglierà il farfallino bianco e l'interno del suo becco verrà ricolorato di rosso.
Il personaggio veniva animato da un ventriloquo, José Luis Moreno, con il quale scambiava battute su politici e personaggi noti del periodo, interrotte da smorfie e versi come una caratteristica pernacchia ottenuta storcendo la metà superiore del becco dalla parte opposta rispetto a dove si posizionava quella inferiore, l'alitare aaah e l'avanzare del suo bacino, tenendo costantemente in tasca le mani completamente umane. Faceva spesso il farfallone ed il cascamorto con le donne dello spettacolo e pretendeva da loro una relazione con lui pur essendo un corvo.
In alcune esibizioni di José Luis Moreno, al personaggio veniva affiancato il bambino Monchito, un pupazzetto vestito sempre con pantaloni alla zuava, un berretto e un gilet rosso, una camicia bianconera e nei primi tempi una giacca bruna con un berretto dai colori scozzesi e una camicia bianca, mentre nelle prime apparizioni era vestito da marinaio, famoso per la sua voce stridula. Quando è apparso per la prima volta in Fantastico 5 si è fatto spacciare per figlio illegittimo di Rockfeller, nato da una relazione fugace. È stato ospite fisso nella prima stagione del quiz Pentatlon dove Josè Luis Moreno lancerà anche il suo terzo pupazzo: Onorio, (conosciuto in Spagna come Macario) un contadino baffuto, con il basco sempre in testa, la camicia di raso bianco, la salopette marrone e i pantaloni alla zuava, che gli consentivano di esporre le sue gambe pelose, oggetto di molte sue battute. Nell'inverno 85/86 indossava calzini blu a scacchi rosa, apparentemente per ripararsi dal freddo, ma poi era in realtà per nascondere i peli.
Inoltre a metà anni '80 Rockfeller, accompagnato dal brano La banda di Rockfeller, comparve nelle sigle del contenitore di cartoni animati francesi ed est-europei Arriva la banda, distribuito dalla Top TV e in onda su Rai 2  Junior TV.

## Merchandising
Nel biennio 1985/86, il pupazzo di Rockfeller era in commercio come giocattolo e di esso sono state vendute moltissime copie: quelle costruite con il becco e le scarpe di plastica, che erano le più costose (prodotte dalla Veca, che produceva anche la versione del pupazzo in moto o in automobile, che si caricava con la molla), e le più economiche in stoffa che presentavano particolari diversi in più o in meno rispetto al modello originale (cravattino, farfallino, bombetta anziché cilindro, occhi ovali anziché rotondi, polsini in meno, cilindro con nastrino bianco in meno e molto altro ancora). Dopo aver ottenuto buone vendite con Rockfeller, per breve tempo, fu messo in commercio come giocattolo anche il contadino Onorio.
In seguito al successo globale che ebbe il pupazzo Rockfeller (molto amato soprattutto in est Europa e in Sud America), venne esteso un vero e proprio merchandising di tutto rispetto, che passava dalle tazze, bicchieri e borracce, per arrivare agli astucci, ai diari e agli zaini per la scuola.

## Discografia
Le registrazioni musicali a suo nome erano registrate da Moreno stesso, il quale veniva affiancato dal coro dei Piccoli Cantori di Torre Spaccata, di cui facevano parte Antonella Bucci e Federica Rossi. Alcune di queste canzoni (Rockfeller, La pappa non mi va, Ninna nanna Rockfeller, Il corvo Kra Kra Krai) vennero utilizzate anche come sigle per Domenica in e cantate all'interno di trasmissioni quali Fantastico o Serata d'onore.
Album
- 1984 - Fantastico Rockfeller (Cinevox, SCQ 502, EP)
- 1985 - Rockfeller a Pentatlon (Cinevox, SC 33/54, LP)
- 1985 - La pappa non mi va (Cinevox, TRC 11, LP)
- 1989 - Le coffret aux souvenirs (Pathé-Marconi, 876)

Singoli
- 1984 - Rockfeller/Il Corvo Kra-Kra-Krai (Cinevox, SC 1181)
- 1985 - La pappa non mi va/La banda di Rockfeller (Cinevox, SC 1185)